# 里斯尼亞克國家公園
里斯尼亞克國家公園是克羅地亞的國家公園，位於該國西北部濱海和山區縣，距離亞得里亞海15公里，面積63.5平方公里，成立于1959年9月15日，面積32平方公里，最高點海拔高度1,528米。

## 图集

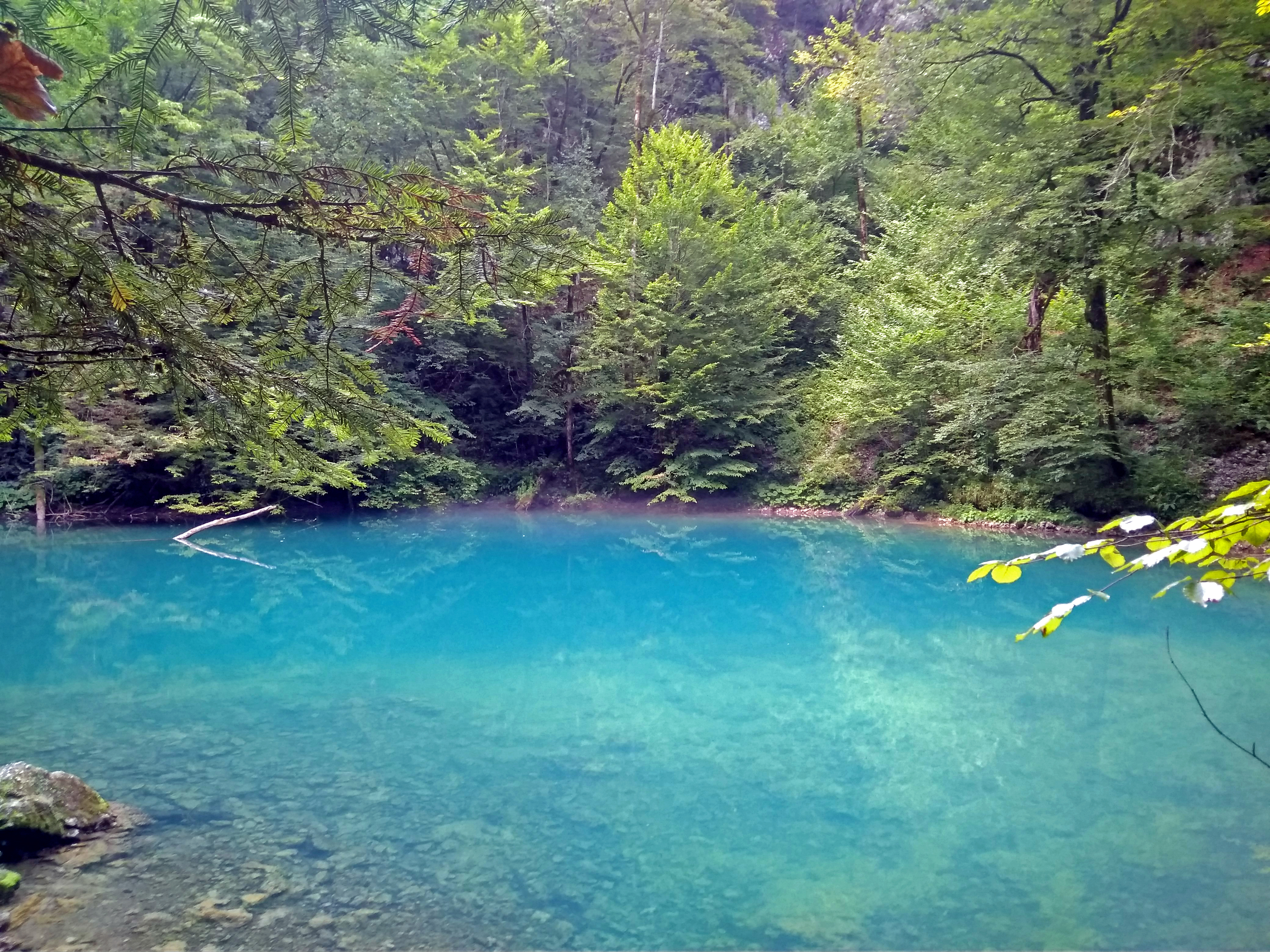
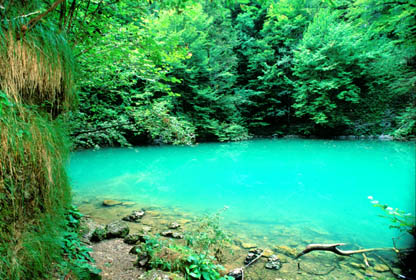
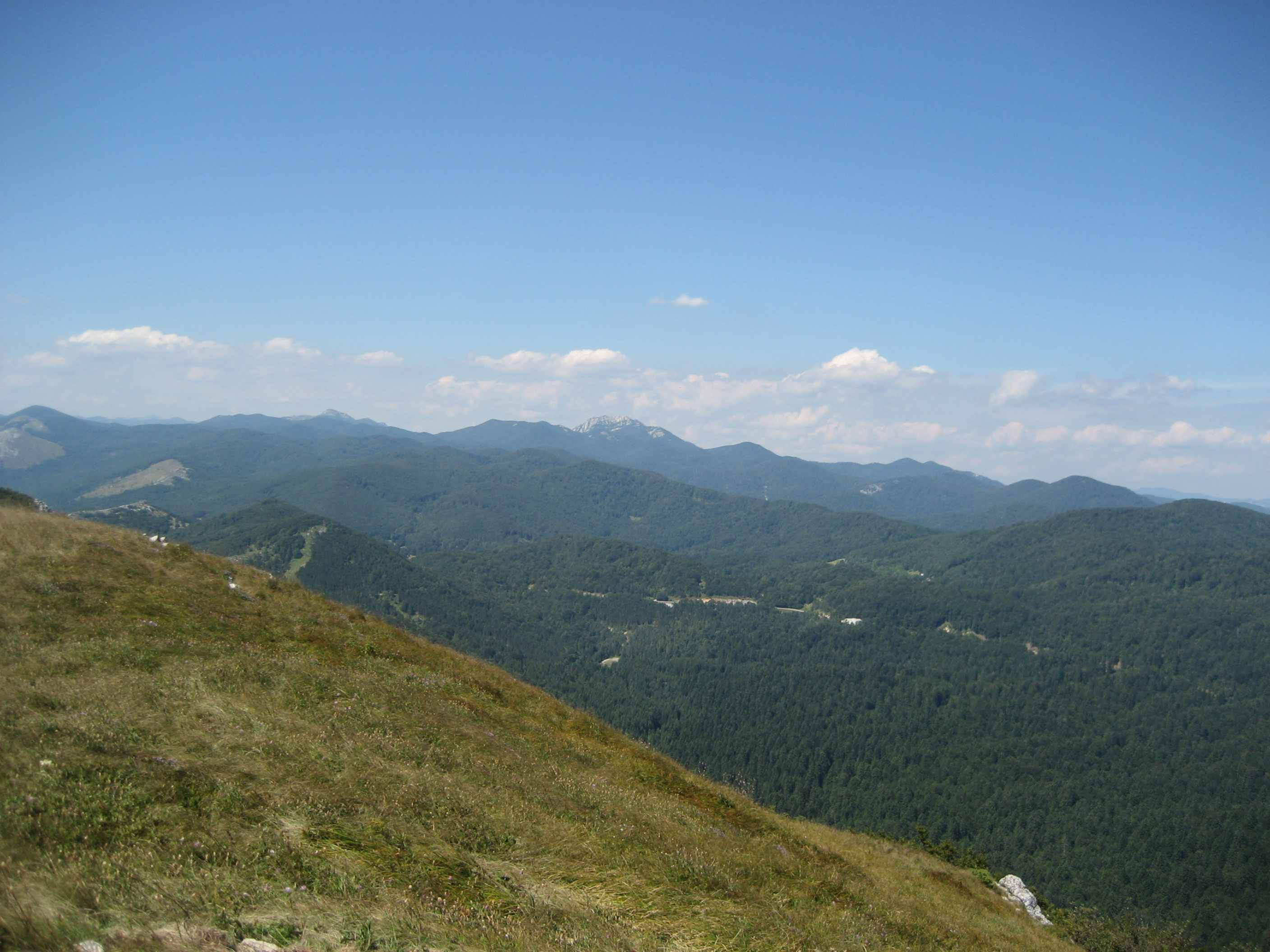
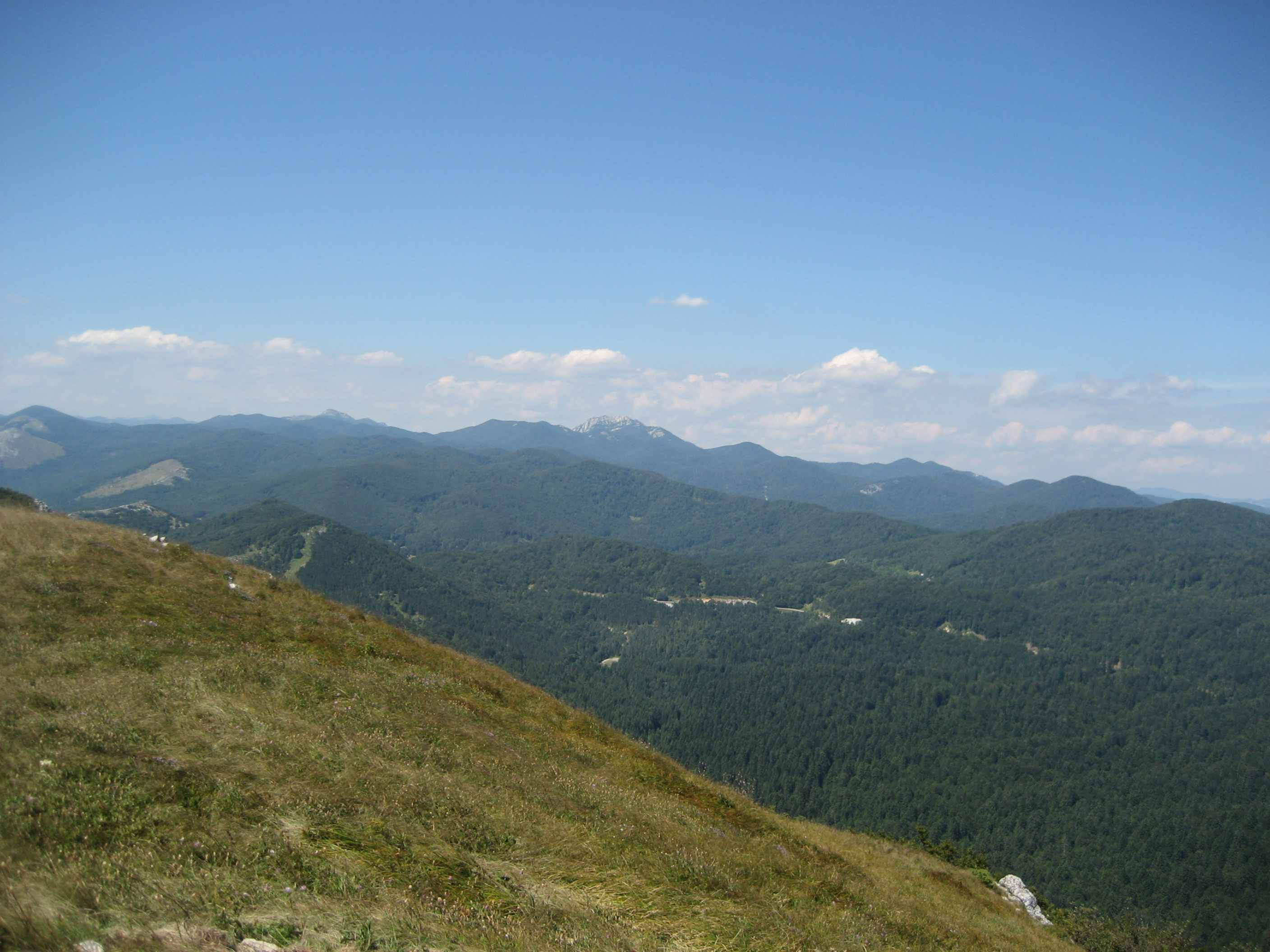
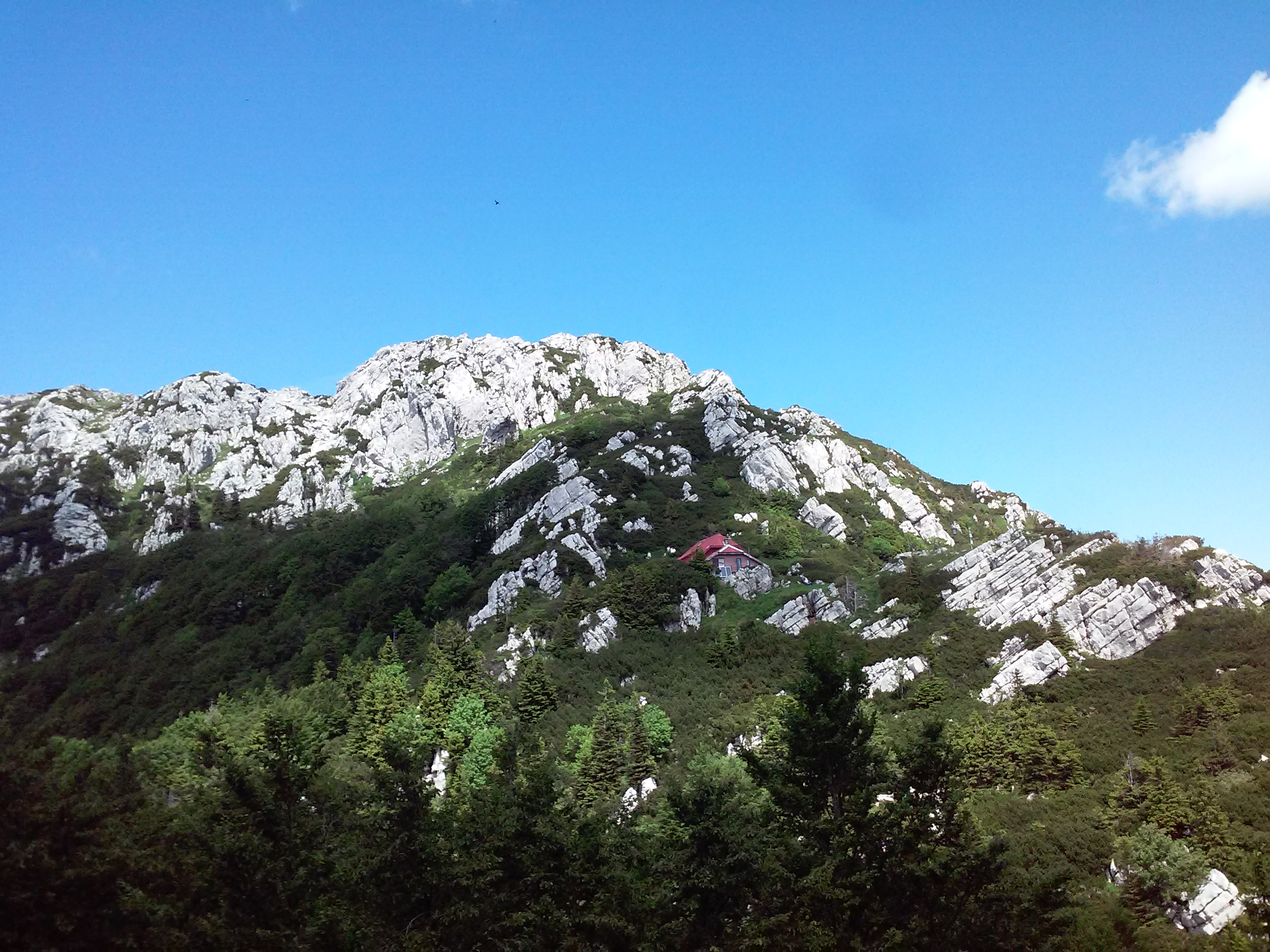
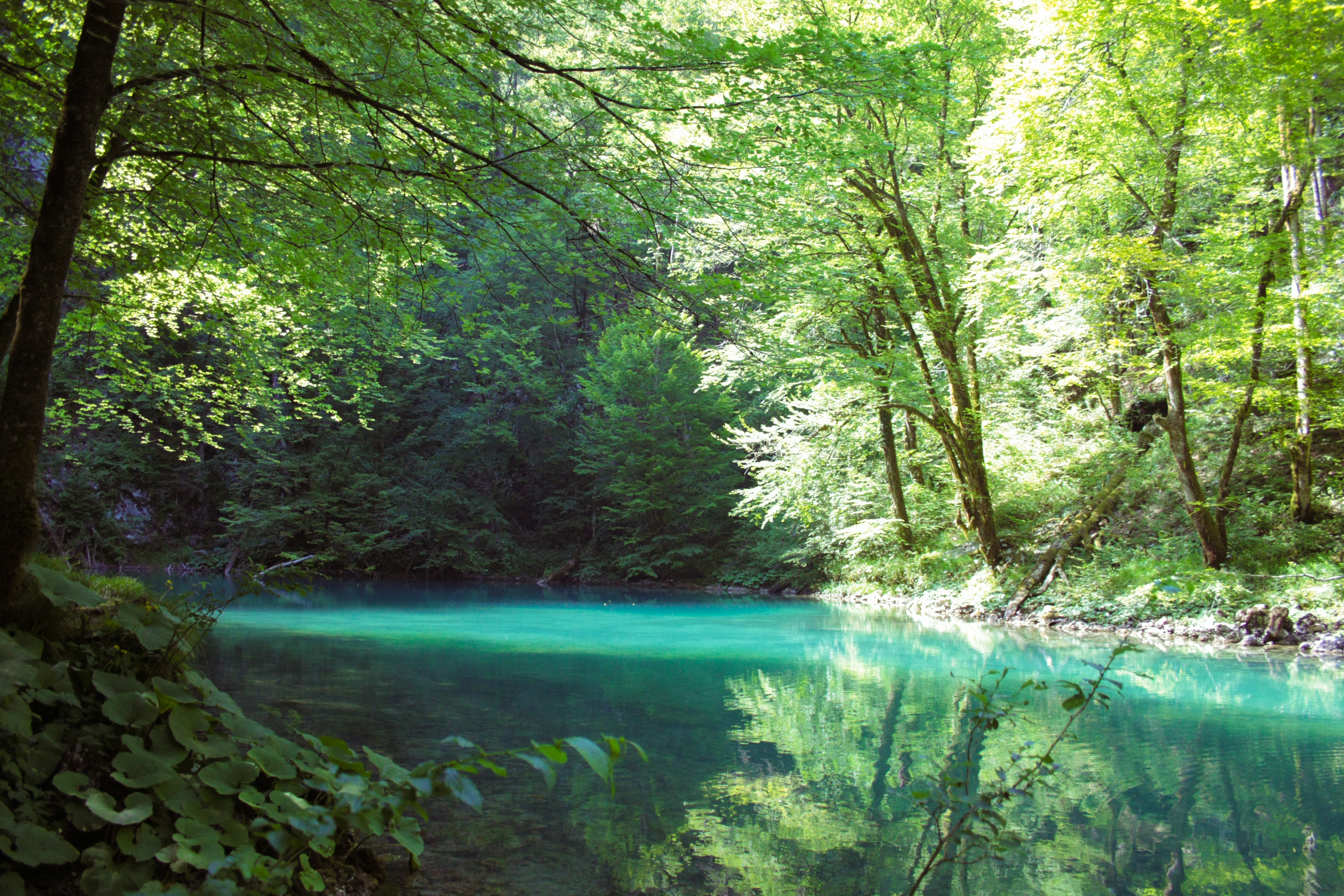
庫帕河

## 外部連結
- 官方网站 （页面存档备份，存于）
- 里斯尼亞克國家公園
- 图片